# Hurel-Dubois HD-31
Dimensions
Les Hurel-Dubois sont une famille d'avions qui ont en commun une aile haute à très grand allongement. Après le HD-10, prototype monomoteur monoplace seront étudiés les HD-31, HD-32, HD-321 et HD-34.
Le HD-31 est le premier prototype bimoteur, il n'en sera produit qu'un unique exemplaire.

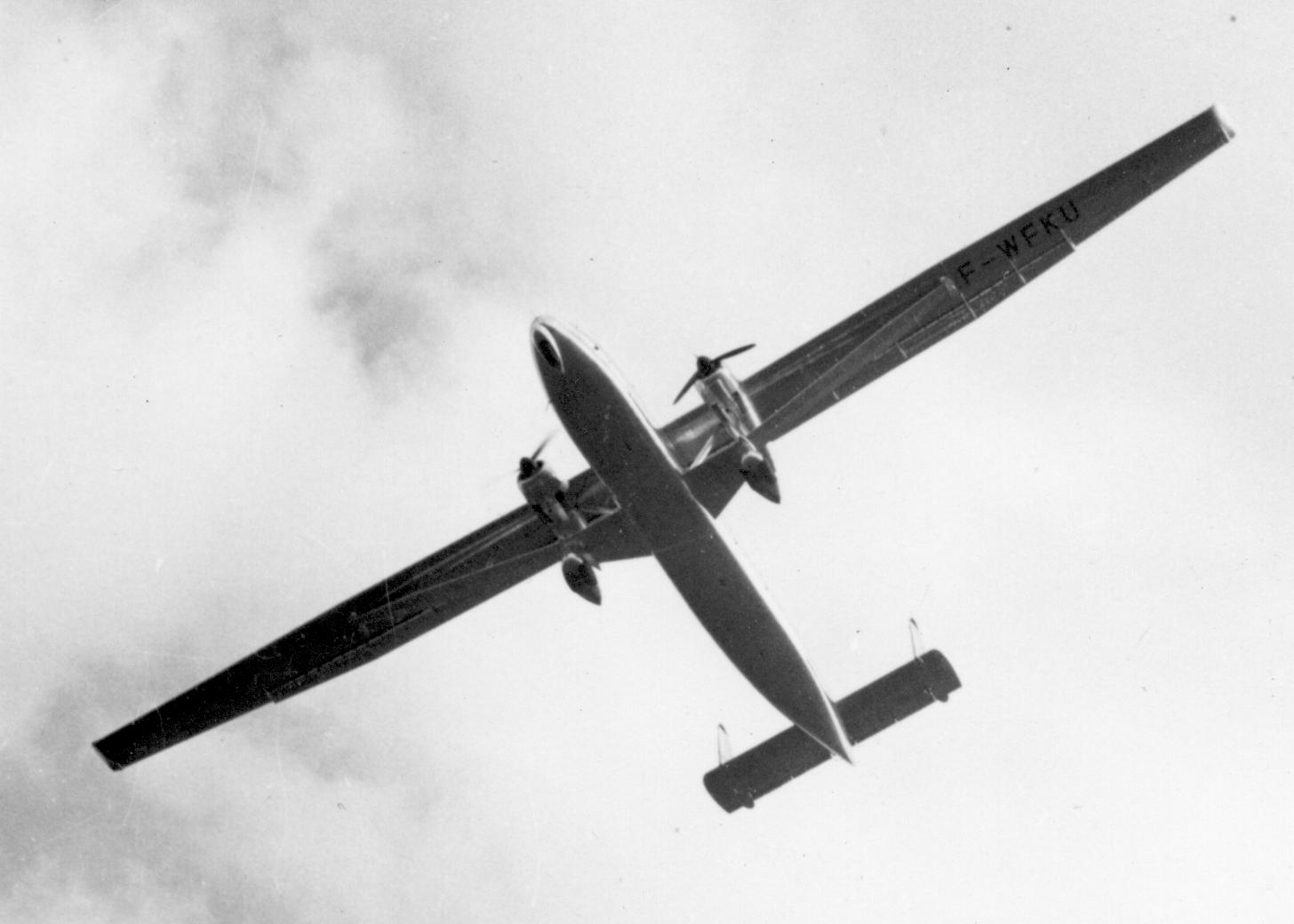
Hurel Dubois HD31 F-WFKU Coventry 19.06.54.

## Construction
Le HD-31 est un bimoteur à aile haute à grand allongement de plus de 45 mètres d'envergure, construit entièrement en métal. Il est doté de deux moteurs en étoile Wright Cyclone de 800 chevaux entraînant chacun une hélice tripale. Comme sur le HD-10, l'empennage comporte une double dérive.
Le train d'atterrissage tricycle est fixe, L'aile très mince est soutenue par des haubans profilés dont la partie centrale, horizontale, relie le bas du fuselage aux pylônes portant le train principal. Au-delà des pylônes les haubans rejoignent les ailes sensiblement au milieu de l'envergure. Les haubans sont également reliés aux ailes par 2 mats sous chaque aile. De chaque côté du fuselage, un mat relie le point d'attache hauban/fuselage au fuseau moteur.
Initialement l'aile était sans dièdre mais le comportement n'était pas satisfaisant. Les ailes sont modifiées avec un dièdre de 3°, la surface des spoilers est augmentée, le différentiel d'ailerons augmenté et la conjugaison automatique entre ailerons et gouverne de direction est supprimée. Malgré ces améliorations les problèmes de lacet inverse et d'inertie latérale en configuration d’atterrissage n'ont jamais été vraiment résolus. Les moteurs de 800 cv trop peu puissants limitant les performances, le développement sera reporté sur le HD-32.

## Histoire
Le HD-31 fait son premier vol le 27 janvier 1953 avec Max Fischl et Maurice Hurel aux commandes, Édouard Vidal comme ingénieur d'essai et André Guignard mécanicien en vol. Décollage et atterrissage sont effectués en moins de 300 mètres.
Cet appareil ne fut construit qu'à un seul exemplaire mais sera extrapolé en HD-32.
Le 14 janvier 1955, le prototype part pour un voyage de démonstration en Afrique, piloté par Pierre Ponthus. Trois semaines plus tard, le 8 février, il est de retour à Brétigny-sur-Orge après un périple de 20 000 kilomètres et une vingtaine d'escales dont Dakar, Conakry, Bamako, Abidjan, Brazzaville, Fort-Lamy, Gao et El Golea. Plusieurs démonstrations en vol ont émaillé le parcours.
Le 22 décembre 1955, il fait son premier vol avec une nouvelle motorisation comprenant deux moteurs Wright 982-C-9-HE-1 de 1525 chevaux, les mêmes qui seront utilisés pour le HD-321.

## Articles liés
- Hurel-Dubois HD-10, prototype monomoteur monoplace,
- Hurel-Dubois HD-32,
- Hurel-Dubois HD-321,
- Hurel-Dubois HD-34.